# Liste des comtesses de Foix
Cet article présente la liste des comtesses de Foix, par mariage ou de plein droit.

## Maison de Foix (1012-1412)

### Branche aînée (1012-1302)
| Portrait | Nom (dates)                        | Époux                                                                           | Titres | Eléments biographiques |
| -------- | ---------------------------------- | ------------------------------------------------------------------------------- | --- | --- |
|          | Gersende de Bigorre (986-1034/37)  | - Bernard-Roger de Foix (mariage en 1010)                                       | - Comtesse de Foix et de Couserans (1012-1034) - Comtesse de Bigorre (de plein droit, 1025/32-1034/37) | - Princesse de la Maison de Bigorre. Fille de Garcia Arnaud de Bigorre. - Mère de Bernard II de Bigorre, de Roger II de Foix, de Pierre-Bernard de Foix, d'Ermesinde de Foix et d'Étiennette de Foix. |
|          | Sicarda (?-1076)                   | - Roger II de Foix (mariage en 1073)                                            | - Comtesse de Foix (1073-1076) - Comtesse de Couserans (1074-1076) | |
|          | Stéphanie de Besalú                | - Roger II de Foix                                                              | - Comtesse de Foix et de Couserans, dame de Pamiers | - Princesse bellonide. Fille de Guillem II de Besalú et de Stéphanie de Provence. - Mère de Roger III de Foix.                                                                                        |
|          | Chimène de Barcelone (1105-1136)   | - Bernard III de Bésalu (mariage en 1107) - Roger III de Foix (mariage en 1117) | - Comtesse de Bésalu (1107-1111) - Comtesse de Foix et dame de Pamiers (1124-1136) | - Princesse de la Maison de Barcelone. Fille de Raimond-Bérenger III de Barcelone et de Marie Rodríguez de Vivar. - Mère de Roger-Bernard Ier de Foix.                                                |
|          | Cécile Trencavel                   | - Roger-Bernard Ier de Foix (mariage en 1151)                                   | - Comtesse de Foix et dame de Parmiers (1151-?) | - Princesse de la Maison Trencavel. Fille de Raimond Ier Trencavel. - Mère de Raymond-Roger de Foix et d'Esclarmonde de Foix.                                                                         |
|          | Philippa de Moncade                | - Raymond-Roger de Foix (mariage en 1189)                                       | - Comtesse de Foix et dame de Parmiers (1189-?) | - Princesse de la Maison de Moncada. - Mère de Roger-Bernard II de Foix. |
|          | Ermessinde de Castelbon (?-1229)   | - Roger-Bernard II de Foix (mariage en 1203)                                    | - Comtesse de Foix (1223-1229) - Vicomtesse de Castelbon et dame d’Andorre (de plein droit, 1226-1229) | - Fille d'Arnaud Ier de Castelbon et d'Arnaude de Caboet. - Mère de Roger IV de Foix. |
|          | Ermengarde de Narbonne             | - Roger-Bernard II de Foix (mariage en 1232)                                    | - Comtesse de Foix (1232-?) | - Fille de la Famille de Lara. Fille d'Aimery III de Narbonne et de Marguerite de Marly. |
|          | Brunissende de Cardona (?-1289)    | - Roger IV de Foix (mariage en 1231)                                            | - Vicomtesse de Castelbon et dame d’Andorre (1231-1265) - Comtesse de Foix (1241-1265) | - Fille de Ramon Folch IV de Cardona et d’Inés de Torroja. - Mère de Roger-Bernard III de Foix et d'Esclarmonde de Foix.                                                                              |
|          | Marguerite de Béarn (1245/50-1319) | - Roger-Bernard III de Foix (mariage en 1267)                                   | - Comtesse de Foix et vicomtesse de Castelbon (1267-1302) - Dame (1267-1278), puis co-princesse d'Andorre (1278-1302) - Vicomtesse de Béarn (de plein droit, 1290-1319) - Régente de Foix (1302-? puis 1317-1319) | - Princesse de la Maison de Moncada. Fille de Gaston VII de Béarn et de Mathe de Matha. - Mère de Brunissende de Foix et de Gaston Ier de Foix-Béarn.                                                 |

### Maison de Foix-Béarn (1302-1412)
| Nom (dates)                            | Époux                                         | Titres | Eléments biographiques |
| -------------------------------------- | --------------------------------------------- | --- | --- |
| Jeanne d'Artois (1289-1350)            | - Gaston Ier de Foix-Béarn (mariage en 1301)  | - Comtesse de Foix, vicomtesse de Castelbon, co-princesse d'Andorre (1302-1315) - Vicomtesse de Marsan (1310-1315) - Régente de Foix (1315-1317)                                                        | - Princesse de la Maison capétienne d'Artois. Fille de Philippe d'Artois et de Blanche de Bretagne. - Mère de Gaston II de Foix-Béarn et de Roger-Bernard III de Foix-Castelbon.                                                                               |
| Aliénor de Comminges (1300-1369)       | - Gaston II de Foix-Béarn (mariage en 1324)   | - Comtesse de Foix, vicomtesse de Béarn et de Marsan, co-princesse d'Andorre (1324-1343) - Régente de Foix (1343-1345)                                                                                  | - Fille de la Maison de Comminges. Fille de Bernard VII de Comminges et de Laure de Montfort. - Mère de Gaston III de Foix-Béarn. |
| Agnès de Navarre (1334-1396)           | - Gaston III de Foix-Béarn (mariage en 1349)  | - Comtesse de Foix, vicomtesse de Béarn et de Marsan, co-princesse d'Andorre (1349-1391) | - Princesse de la Maison capétienne d'Évreux-Navarre. Fille de Philippe III de Navarre et de Jeanne II de Navarre. - Mère de Gaston de Foix-Béarn. |
| Jeanne d'Aragon (1375-1407)            | - Mathieu de Foix-Castelbon (mariage en 1392) | - Comtesse de Foix, vicomtesse de Béarn, de Marsan et de Castelbon, co-princesse d'Andorre (1392-1398)                                                                                                  | - Princesse de la Maison de Barcelone. Fille de Jean Ier d'Aragon et de Marthe d'Armagnac. |
| Isabelle de Foix-Castelbon (1360-1428) | - Archambaud de Grailly (mariage en 1381)     | - Captale de Buch (1381-1412) - Comtesse de Foix, vicomtesse de Béarn et de Marsan, co-princesse et viguier d'Andorre (de plein droit, 1398-1412) - Vicomtesse de Castelbon (de plein droit, 1400-1412) | - Princesse de la Maison de Foix-Béarn. Fille de Roger-Bernard IV de Foix-Castelbon, et de Géraude de Navailles. - Mère de Jean Ier de Foix, de Gaston Ier de Foix-Grailly, d'Archambaud de Foix-Navailles, de Mathieu de Foix-Comminges et de Pierre de Foix. |

## Maison de Foix-Grailly (1412-1517)
| Portrait | Nom (dates)                      | Époux                                                                                      | Titres | Eléments biographiques | Armoiries |
| -------- | -------------------------------- | ------------------------------------------------------------------------------------------ | --- | --- | --------- |
|          | Jeanne de Navarre (1382-1413)    | - Jean Ier de Foix (mariage en 1402)                                                       | - Princesse héritière du royaume de Navarre (1387-1397, 1402-1413) - Comtesse de Foix, vicomtesse de Béarn, de Marsan et de Castelbon, co-princesse d'Andorre (1412-1413) | - Princesse de la Maison capétienne d'Évreux-Navarre. Fille de Charles III de Navarre et d'Eléonore de Castille. |           |
|          | Jeanne d'Albret (1403-1433)      | - Jean Ier de Foix (mariage en 1422)                                                       | - Comtesse de Foix, vicomtesse de Béarn, de Marsan et de Castelbon, co-princesse d'Andorre (1422-1433) - Baronne d'Auterive (1423-1433) - Comtesse de Bigorre (1425-1433) | - Princesse de la Maison d'Albret. Fille de Charles Ier d'Albret et de Marie de Sully. - Mère de Gaston IV de Foix-Béarn et de Pierre de Foix-Lautrec.                                                                           |           |
|          | Jeanne d'Urgell (1415-1455)      | - Jean Ier de Foix (mariage en 1435) - Jean Raymond Folch III de Cardona (mariage en 1445) | - Comtesse de Foix et de Bigorre, vicomtesse de Béarn, de Marsan et de Castelbon, co-princesse d'Andorre et baronne d'Auterive (1435-1436) - Comtesse de Prades et baronne d'Entença (1445-1455)                                                                                 | - Princesse de la Maison de Barcelone. Fille de Jacques II d'Urgell et d’Isabelle d'Aragon. - Mère de Jean Raymond IV Folch de Cardona.                                                                                          |           |
|          | Éléonore de Navarre (1426-1479)  | - Gaston IV de Foix-Béarn (mariage en 1434)                                                | - Comtesse de Foix et de Bigorre, vicomtesse de Béarn, de Marsan et de Castelbon, co-princesse d'Andorre et baronne d'Auterive (1436-1472) - Vicomtesse de Narbonne (1447-1472) - Lieutenant-général du royaume de Navarre (1456-1479) - Reine de Navarre (de plein droit, 1479) | - Princesse de la Maison de Trastamare. Fille de Jean II d'Aragon et de Blanche Ire de Navarre. - Mère de Gaston de Foix, de Pierre de Foix, de Jean de Foix, de Marguerite de Foix, de Catherine de Foix et de Jacques de Foix. |           |
|          | Catherine de Navarre (1468-1517) | - Jean II d'Albret (mariage en 1484)                                                       | - Reine de Navarre, comtesse de Foix et de Bigorre, vicomtesse de Béarn, de Marsan et de Castelbon, co-princesse et viguier d'Andorre et baronne d'Auterive (de plein droit, 1483-1517) - Comtesse de Périgord et vicomtesse de Limoges (1484-1516)                              | - Princesse de la Maison de Foix-Grailly. Fille de Gaston de Foix et de Madeleine de France. - Mère d'Henri II de Navarre, de Charles de Navarre et d'Isabeau d'Albret.                                                          |           |

## Maison d'Albret (1517-1572)
| Portrait | Nom (dates)                        | Époux                                                                            | Titres | Eléments biographiques | Armoiries |
| -------- | ---------------------------------- | -------------------------------------------------------------------------------- | --- | --- | --------- |
|          | Marguerite d'Angoulême (1492-1549) | - Charles IV d'Alençon (mariage en 1509) - Henri II de Navarre (mariage en 1527) | - Duchesse d'Alençon (1509-1525) - Duchesse de Berry (par apanage, 1517-1549) - Reine de Navarre, princesse d'Andorre, comtesse de Périgord, d'Armagnac de Rodez, de Foix et de Bigorre, vicomtesse de Limoges et de Béarn, dame d'Albret (1527-1549) | - Princesse de la Maison de Valois-Angoulême. Fille de Charles d'Orléans et de Louise de Savoie. - Mère de Jeanne d'Albret et de Jean de Navarre.    |           |
|          | Jeanne d'Albret (1528-1572)        | - Guillaume de Clèves (mariage en 1541) - Antoine de Bourbon (mariage en 1548)   | - Duchesse de Clèves et comtesse de la Marck, duchesse de Juliers et de Berg, comtesse de Ravensberg (1541-1545) - Duchesse de Gueldre et comtesse de Zutphen (1541-1543) - Duchesse de Vendôme et de Beaumont (1548-1562) - Reine de Navarre, duchesse d'Albret, princesse et viguier d'Andorre, comtesse de Périgord, d'Armagnac, de Foix et de Bigorre, vicomtesse de Limoges et de Béarn (de plein droit, 1555-1572) | - Princesse de la Maison d'Albret. Fille d'Henri II de Navarre et de Marguerite d'Angoulême. - Mère d'Henri IV de France et de Catherine de Bourbon. |           |

## Maison de Bourbon (1572-1607)
Le comté de Foix est intégré à la couronne de France en 1607.
| Portrait | Nom (dates)                      | Époux                                  | Titres | Eléments biographiques | Armoiries |
| -------- | -------------------------------- | -------------------------------------- | --- | --- | --------- |
|          | Marguerite de France (1553-1615) | - Henri IV de France (mariage en 1572) | - Reine de Navarre, duchesse de Vendôme et d'Albret, princesse d'Andorre, comtesse de Périgord, d'Armagnac de Rodez, de Foix et de Bigorre, vicomtesse de Limoges et de Béarn (1572-1599) - Reine de France (1589-1599) | - Princesse de la Maison de Valois-Angoulême. Fille d'Henri II de France et de Catherine de Médicis. |           |
|          | Marie de Médicis (1575-1642)     | - Henri IV de France (mariage en 1600) | - Reine de France et de Navarre (1600-1610) - Régente de France (1610-1614) | - Princesse de la Maison de Médicis. Fille de François Ier de Médicis et de Jeanne d'Autriche. - Mère de Louis XIII de France, d'Élisabeth de France, de Christine de France, de Monsieur d’Orléans, de Gaston de France et d'Henriette-Marie de France. |           |